# Thelyphonus asperatus
Espèce
Thelyphonus asperatus est une espèce d'uropyges de la famille des Thelyphonidae.

## Distribution
Cette espèce est endémique d'Indonésie. Elle se rencontre à Java et aux Moluques.

## Description
Le mâle holotype mesure 32,5 mm.

## Publication originale
- Thorell, 1888 : Pedipalpi e scorpioni dell'Archipelago malesi conservati nel Museo Civico di Storia Naturale di Genova. Annali del Museo civico di storia naturale di Genova, sér. 2, vol. 6, no 26, p. 327-428 (texte intégral).